# Testomgeving
Een testomgeving is een omgeving waarin getest wordt. Bijvoorbeeld een laboratorium, een testbaan of een testcircuit.

## Noodzaak
Veel nieuwe producten en processen moeten eerst getest worden voordat ze gebruikt kunnen worden, denk hierbij aan medicijnen of auto’s, maar ook software. Dit testen gebeurt vaak in een testomgeving en onder gecontroleerde omstandigheden.

## Definitie
Een testomgeving bestaat uit onderdelen zoals hardware, software, processen, testtools en beheer tools, waarin en waarmee een test wordt uitgevoerd. Dit is de vereenvoudigde definitie van TMap.

## Inrichting
In een testplan kan staan of een testomgeving nodig is en welke eisen daaraan gesteld worden. De testomgeving is afhankelijk van de testsoort die uitgevoerd moet worden. Voor een unittest is weer een andere omgeving nodig dan voor een stresstest. Ook van belang is uiteraard hoeveel geld (budget) er beschikbaar is.
Naast de specifieke eisen van elke testsoort zijn er ook algemene eisen die aan een ‘’’testomgeving’’’ gesteld worden. Zo moet een testomgeving representatief zijn voor de productieomgeving, beheersbaar, flexibel en continu beschikbaar.
Een testomgeving wordt vaak volgens het OTAP-model ingericht. OTAP staat voor Ontwikkeling, test, acceptatie en productie.

## Beheer
Bij het beheer van een ‘’’testomgeving’’’ wordt er aandacht besteed aan configuratiebeheer, wijzigingenbeheer, incidentbeheer, bevindingenbeheer, gegevensbeheer en releasebeheer. Vaak hebben de verschillende testomgevingen verschillende beheerders. Bijvoorbeeld de testorganisatie of beheer. ITIL wordt ook gebruikt voor het beheer van testomgevingen.